# (35550) 1998 FD109
1998 FD109 (asteroide 35550) é um asteroide da cintura principal. Possui uma excentricidade de 0.07741460 e uma inclinação de 8.89051º.
Este asteroide foi descoberto no dia 31 de março de 1998 por LINEAR em Socorro.